# Odin Sphere
Odin Sphere (オーディンスフィア) là trò chơi điện tử thể loại hành động nhập vai kỳ ảo trên môi trường 2D của hệ PlayStaion 2 được phát triển bởi Vanillaware và Atlus phát hành. Trò chơi được xem là bản kế thừa tinh thần một trò chơi khác của Atlus là Princess Crown. Odin Sphere phát hành tại Nhật Bản vào ngày 17 tháng 5 năm 2007 và Square Enix bắt đầu phát hành ra thị trường quốc tế từ ngày 22 tháng 5 năm 2007 bắt đầu tại Bắc Mỹ.
Trò chơi xoay quanh 5 nhân vật chính, mỗi người có một câu truyện riêng. Mỗi nhân vật điều là người trong hoàng tộc của một trong 5 quốc gia của thế giới Erion trong trò chơi, các câu truyện và nhân vật đều có mối liên quan đến nhau. Người chơi sẽ hoàn tất cả năm câu truyện để hiểu được toàn cảnh cũng như các câu truyện tình lãng mạn giữa các nhân vật. Ngoài ra còn 2 câu truyện để người chơi có thể xem được các kết thúc của các nhân vật cũng như hiểu rõ hơn bối cảnh của trò chơi.
Odin Sphere đã nhận được nhiều đánh giá tích cực và đã tiêu thụ được 96.280 bản trong năm 2007.

## Phát triển
Atlus đã công bố việc phát hành Odin Sphere trước ngày phát hành ba tháng trên tạp chí Famitsu vào tháng 2 năm 2007, phiên bản tiếng Anh cũng được chi nhánh của công ty công bố tại Bắc Mỹ là đang được thực hiện vào cùng tháng. Các rào cản kỹ thuật trong việc quốc tế hóa phiên bản này bao gồm định dạng và văn bản trong việc thể hiện chữ tiếng Nhật và Latin, các khung chứa các đoạn hội thoại đều phải được điều chỉnh kích thước và thời gian hiển thị sao cho khớp với lời nói.
Sau khi trò chơi phát hành, RPGF đã phỏng vấn George Kamitani về thành công của trò chơi cùng một trò chơi khác của hãng Vanillaware là GrimGrimoire, Kamitani đã nói rằng "Mặc dù các tiến bộ công nghệ đã tạo ra thời đại hoàng kim cho đồ họa 3D, thì việc phát triển công nghệ của các trò chơi 2D bị trì trệ. Hai tác phẩm này nhằm đi đầu trong việc khôi phục mảng này.". Khi được hỏi về bản tiếp theo thì Kamitani đã trả lời "Tôi thấy cốt truyện của Odin Sphere và Princess Crown đã hoàn tất. Do đó tôi không nghĩ đến việc sẽ thực hiện một phiên bản nối tiếp.". Kamitani đã thực hiện việc chỉ đạo nghệ thuật rất tốt và Alexander người viết bài phỏng vấn cho Joystiq đã nói rằng "Ông Kamitani đã đạt đến tầm rất cao các bạn có thể sẽ không tìm thấy được một trò chơi có hình ảnh đẹp hơn trên hệ PS2".

### Âm nhạc
Âm nhạc của trò chơi được thực hiện bởi các nhạc công của nhóm Basiscape được lập bởi Sakimoto Hitoshi người từng tham gia Final Fantasy XII. Mỗi bản nhạc đều sử dụng dàn nhạc với giai điệu u sầu thích hợp với bối cảnh, cảm xúc của trò chơi. Sakimoto Đã giải thích "Khi soạn nhạc cho Odin Sphere, tôi đã cố gắng nắm bắt được cảm giác của các nhân vật khi họ đối mặt với sự thật và quyết định tương lai của mình". Trong khi đó cũng có một số bản nhạc có giai điệu vui vẻ phát lên khi chiến thắng. Album chứa các bản nhạc dùng trong trò chơi đã phát hành vào tháng 10 năm 2007.

## Đón nhận
Trước ngày phát hành của Odin Sphere, doanh số đặt hàng trước tại Nhật Bản vượt quá sự mong đợi của Atlus. Bill Alexander người chịu trách nhiệm nhận các đơn đặt hàng trước tại Bắc Mỹ trong một chi nhánh của Atlus đã nhận xét "Chúng rất khả quan và ngày càng tốt hơn. Trò chơi đã thật sự tạo ra tiếng tăm.". Trong tuần lễ đầu tiên đã có 59.248 bản được tiêu thụ tại Nhật Bản và đến cuối năm 2007 thì đã có 96.280 bản được tiêu thụ. Tạp chí Famitsu đã đánh giá là 32 trên 40 điểm cũng như trao danh hiệu Giải bạc của tạp chí cho trò chơi và đánh giá cao phần đồ họa là rất trực quan nhưng cũng phê bình là mức độ khó của trò chơi quá cao cũng như nhiều khu vực lại trông quá giống nhau.
Odin Sphere đã nhận được nhiều đánh giá tích cực Game Rankings đã đánh giá trò chơi là 82%, tại Metacritic là 83%. Tạp chí Play thì cho trò chơi điểm tuyệt đối và nói rằng "Với Odin Sphere (chúng tôi) tự tin nói rằng đây là trò chơi hoàn hảo và những ai chơi trò chơi đều sẽ thấy như vậy" đồng thời khen đồ họa 2D, cốt truyện chi tiết và hệ thống chiến đấu độc đáo của trò chơi. Tạp chí PSM3 thì đánh giá "Một trò chơi tuyệt đạp với cốt truyện vô cùng sâu sắc - Nó không tác động nó chỉ diễn ra như một giấc mơ và đã chứng tỏ rằng một trò chơi tuyệt vời không nhất thiết phải là 3 chiều.". IGN cũng đánh giá cao trò chơi nhấn mạnh vào sự cân bằng và hình ảnh đầy màu sắc của trò chơi với nhận xét "Nói đơn giản, hơn 40 tiếng phiêu lưu với nhiều mức độ khó khác nhau và lối chơi cực kỳ sâu sắc, đây là trò chơi hay nhất trên hệ PS2 lúc này".
Các phê bình trò chơi thì tập trung vào hiệu suất đồ họa, nói là tốc độ khung hình trở nên châm lại khi có quá nhiều nhân vật hay vật dụng xuất hiện cùng lúc trên màn hình. GameSpot gọi việc này là "Hiệu suất không đều" cũng như phải nạp lại thường xuyên khi qua cảnh mới. Charles Herold tại tờ The New York Times thì nói rằng "Các hình vẽ đồ họa phức tạp gây rối khi xuất hiện quá nhiều trên màn hình cùng lúc, trong một số cảnh chiến đấu khi quái vật xuất hiện quá nhiều thì tốc độ khung hình bị chậm lại". 1UP.com nói rằng "Đó là một lỗi rất rõ ràng của trò chơi" nhưng "Có thể chấp nhận được" do tính độc đáo của trò chơi trong thời hiện tại. Các lỗi này sau đó đã được khắc phục trong phiên bản phát hành tại châu Âu với tốc độ nạp nhanh hơn nhiều và hiệu suất được tối ưu với tốc độ 50hz. Về độ khó thì Eurogamer đánh giá "Với các khung cảnh lập đi lập lại giống nhau cùng với độ khó của trò chơi khiến cho rất ít người chơi có thể chơi được đến đích.".
Odin Sphere đã được đánh giá cao tại các trang mạng và tạp chí chuyên về trò chơi điện tử. IGN đã trong giải Hay nhất năm 2007 cũng như Thiết kế nghệ thuật đẹp nhất, Cốt truyện hay nhất, Thiết kế sáng tạo nhất và  Trò chơi nhập vai hay nhất cũng như đúng thứ hai về điểm trong danh mục các trò chơi PlayStation 2 có điểm số cao nhất và là Trò chơi PlayStation 2 của năm. IGN cũng đánh giá Vanillaware là hãng phát triển trò chơi tốt nhất năm 2007 và vào năm 2010 thì trò chơi đứng hạng 44 trong danh sách các trò chơi PlayStation 2 hay nhất mọi thời. GamesRadar đã trao danh hiệu Thẩm mỹ thuần khiết và nói "Đồ họa của trò chơi có khả năng thôi miên, nếu không nói theo nghĩa đen".